# Mikkel Thygesen
Mikkel Thygesen (ur. 22 października 1984 w Kopenhadze) – duński piłkarz z polskimi korzeniami występujący na pozycji pomocnika, po zakończeniu kariery zawodniczej trener piłkarski.

## Kariera klubowa
Thygesen zawodową karierę rozpoczynał w 2002 roku w BK Frem z 1. division. W 2003 roku awansował z zespołem do Superligaen. W tych rozgrywkach zadebiutował 10 sierpnia 2003 roku w wygranym 1:0 pojedynku z Aalborgiem. 2 maja 2004 roku w przegranym 1:2 spotkaniu z FC Nordsjælland strzelił pierwszego gola w Superligaen.
W 2004 roku Thygesen odszedł do FC Midtjylland, także występującego w Superligaen. Pierwszy ligowy mecz zaliczył tam 25 lipca 2004 roku przeciwko Aalborgowi (2:1). W 2005 roku dotarł z klubem do finału Pucharu Danii, jednak ekipa Midtjylland uległa 2:3 Brøndby IF.
Na początku 2007 roku podpisał kontrakt z niemiecką Borussią Mönchengladbach. W Bundeslidze zadebiutował 27 stycznia 2007 roku w przegranym 1:3 pojedynku z Energie Cottbus. W Borussii spędził pół roku, w tym czasie wystąpił w 5 ligowych spotkaniach.
Latem 2007 roku wrócił do Midtjylland. W 2008 roku wywalczył z klubem wicemistrzostwo Danii. W 2010 roku dotarł z nim do finału Pucharu Danii, jednak drużyna Midtjylland przegrała tam 0:2 z FC Nordsjælland.
W latach 2011–2014 był zawodnikiem Brøndby IF. Na początku 2015 przeszedł do Hobro IK, a latem tego samego roku do Randers FC. 26 sierpnia 2015 roku rozwiązał kontrakt z tym zespołem ze skutkiem natychmiastowym z powodu braku regularnych występów. Tego samego dnia został piłkarzem FC Roskilde. W 2019 roku zakończył karierę piłkarską.

## Kariera reprezentacyjna
Thygesen jest byłym reprezentantem Danii U-20 oraz U-21. W pierwszej reprezentacji zadebiutował 15 listopada 2006 roku w zremisowanym 1:1 towarzyskim meczu z Czechami. Łącznie wystąpił w niej w trzech oficjalnych spotkaniach w latach 2006–2008.

## Kariera trenerska
Od razu po zakończeniu kariery piłkarskiej został asystentem trenera w FC Helsingør. W lutym 2023 roku odszedł z tego zespołu. 4 września 2023 roku został pierwszym trenerem FC Roskilde. W sezonie 2023/2024 wywalczył z tym klubem awans do 1. division. 10 października 2024 roku odszedł z Roskilde. 6 stycznia 2025 roku objął funkcję trenera Nykøbing FC, z którym podpisał 2,5-letni kontrakt.